# Хепри
Хепри (такође транслитеровано као Хепера, Хепер, Хепра) је бог са лицем скарабеја у древној египатској митологији који представља излазеће или јутарње сунце. Такође може представљати стварање и обнављање живота.

## Етимологија
Име „Хепри“ јавља се у текстовима на пирамидама, где је обично праћено хијероглифом скарабеја као одредницом или као идеограм који може да разјасни све алузије на бога. Хепри се помиње и у Амдуату, где је бог дубоко повезан са циклусом сунца и Раовим ноћним путовањем кроз Дуат, египатски подземни свет.
Хепри потиче од египатског глагола ḫpr, који значи „развијати“ или „стварати“. Такође, Хепри може бити написано као „Хепер“, што је египатски израз који се користи за означавање бога сунца, скарабеја и глагола „настати“ или „родити се“.

## Симболизам
Бог је био повезан и често представљан као буба скарабеј. Скарабеји полажу јаја у балеге, а као резултат тога, младе бубе излазе из лоптица потпуно формиране, након што су појеле пут из гомиле. Ова појава навела је древне Египћане да верују да су ови инсекти створени из ништавила. Такође, Египћани су веровали да се сунце сваког дана поново рађа или ствара ни из чега, што је објашњавало везу између сунца и скарабеја.
У дванаестом сату Амдуата, новорођени Хепри управља соларном барком која гура сунце, померајући јутарње сунце преко раног дневног неба. Ово одражава начин на који буба скарабеј гура велике кугле балеге по земљи, што наглашава однос између Хеприја и ових инсеката.
Додатци у облику скарабеја били су чести у старом Египту, а прстенови или амајлије који су били намењени за причвршћивање на огрлице често су били обликовани као ови инсекти. Такав накит, који је приказивао скарабеје, често је дељен египатском народу током јавних свечаности, при чему су људи носили амајлије како би донели срећу, изразили своју приврженост краљу или боговима, или како би скарабеји служили као заштитне амајлије. Ови идоли скарабеја, који су били направљени од фајанса (спојеног материјала састављеног од уобичајених минерала као што су кварц и алкалне соли, који су били јефтини за производњу) или тиркиза (редак и веома тражен камен), често су били обојени плавом бојом, што може указивати на значај боје у односу на богове.
Боја је имала дубоко значење за старе Египћане. Плава је могла представљати небо или небеске воде, првобитни потоп, што такође сугерише да је ова боја симболизовала циклус живота, смрти и поновног рођења. Плодност је такође била представљена плавом бојом, пошто је река Нил често била истакнута том бојом. Иако је немогуће са сигурношћу тврдити да су плави скарабеји у египатској уметности увек требало да представљају и Хепри и особине боје, корелација између божанске симболике скарабеја и значења плаве боје вероватно није била случајна.

## Религија
Хепри је био соларно божанство и као такав повезан са излазећим сунцем и митским чином стварања света. Бог и скарабеј су представљали концепте стварања и поновног рођења. Нису постојали култови посвећени Хеприју, јер се сматрало да је он манифестација истакнутијег соларног божанства, Ра. Међутим, бог скарабеј био је укључен у креационистичку теорију Хелиополиса и касније Тебе. Често су Хепри и друго соларно божанство, Атум, виђени као аспекти Ра: Хепри је представљао јутарње сунце, Ра је било подневно сунце, а Атум вечерње сунце.
Као божанство, Хепријеве четири главне функције биле су творац, заштитник, бог сунца и бог васкрсења. Централно веровање у вези са Хепријем било је његова божанска способност да обнови живот, на исти начин на који је обновљено постојање сунца сваког јутра. Мумифицирани скарабеји и амајлије у облику скарабеја пронађени су у преддинастичким гробовима, што сугерише да је Хепри био поштован у раној историји Старог Египта.

## Појаве у погребним текстовима
Хепријева најважнија улога у древној египатској религији састоји се у његовом учешћу у циклусу живота и смрти сунца. Постoje три главна погребна текста у којима се Хепри појављује: Амдуат, Књига пећина и Књига капија.
Сви ови текстови су слични по томе што је беживотни Хепријев леш повезан са душом Ра у неком тренутку током божанског путовања кроз подземни свет. Запажено је да су Књига капија и Амдуат веома сличне, са том разликом што се Амдуат више фокусира на путовање које Ра предводи кроз подземни свет, док се Књига капија више бави путовањем људске душе која следи соларног бога. У оба текста, до Хепријевог леша долази се у шестом сату ноћи, а он води соларну барку из Подземља у обе верзије приче.
Књига пећина је јединствена међу овим погребним текстовима јер није подељена на сате као друге две, већ је организована у табеле. Упркос овој разлици, Хепријев леш и даље се приказује у подземном свету, али у овом тексту он се појављује у трећој табели, а не у шестом сату као у осталим текстовима.

## Хепријева улога у Амдуату
Амдуат представља ноћно путовање Ра, који, као заступник Сунца, пролази кроз подземни свет, исцрпљен и остарио од свог дневног рада премештања соларне барке преко неба. Током овог путовања кроз подземни свет, и Ра и сунце се поново рађају, јер бог поприма облик Хеприја, који води сунце преко неба током јутра.
У Амдуату постоје два сата у која је Хепри укључен. У шестом сату, соларна барка бога Ра стиже до исконских вода Нуна, у којима почива леш Хеприја, окружен огромном вишеглавом змијом. Нејасно је како је Хепри умро и како је змија са пет глава дошла да чува његов леш. Међутим, душа Ра, комбинује се са Хепријевим телом, чиме васкрсава соларни бог.
Хепри се поново изричито не помиње у Амдуату све до дванаестог сата, последњег сата, када сунце почиње да се враћа назад на небо. У овом тренутку, Хепри предводи соларну барку, води је из подземног света и, уз помоћ Шута, бога ваздуха и ветрова, враћа га на небо како би сунце поново окупало свет својом светлошћу. Хепри игра виталну улогу у овом путовању, јер је он тај који води сунце кроз последњу деоницу његовог путовања кроз подземни свет и доноси зору новог дана као бог јутарњег сунца.

## Галерија
Хепри је био приказан или као скарабеј који држи сунчев диск, или као човек са скарабејем за главу. Амајлије од скарабеја које су Египћани користили као накит и као печате алудирају на Хеприја и новорођено сунце. Резбарије буба постале су толико уобичајене да су их археолози пронашли широм Медитерана.
- Слика Хеприја, улаз у Нефертаријеву гробницу.
- Приказ Хеприја са горњим делом тела крилатог скарабеја и доњим делом мушког човека.
- Нун, бог вода хаоса, подиже соларну барку бога сунца Ра, који је представљен и скарабејем и сунчевим диском, на небо на почетку времена.
- Рељеф Хеприја који држи сунце.
- Статуа Хеприја.
- На овом рељефном панелу, Хепри је приказан искључиво као буба скарабеја. Изнад своје главе бог сунца држи Дуат, симбол загробног живота. Скарабеј стоји на сунчевом диску са сунчевим зрацима који се пружају надоле.[21]
- Скарабеји су били један од најчешћих материјалних предмета које су правили стари Египћани. Ови скарабеји, из Средњег краљевства, вероватно су коришћени као накит, посебно амајлије. Буба скарабеј је симбол Хеприја, египатског божанства сунца које представља стварање и поновно рођење.[6]